# Allgemeine Geschäftsbedingungen
Allgemeine Geschäftsbedingungen (abgekürzt AGB) sind im Unterschied zu einer Individualabrede alle für eine Vielzahl von Verträgen vorformulierten Vertragsbedingungen, die eine Vertragspartei (der Verwender) der anderen Vertragspartei bei Abschluss eines Vertrages stellt (§ 305 Abs. 1 Satz 1 BGB).

## Gesetzliche Regelung in Europa
Die ursprünglich im deutschen AGB-Gesetz entwickelten Regeln zu den AGB wurden als EG-Richtlinie 93/13 weitgehend in das europäische Gemeinschaftsrecht übernommen. Diese Richtlinie verpflichtet die Mitgliedsländer, bestimmte Gesetzesnormen zu erlassen, die die Verbraucher vor missbräuchlichen AGB-Klauseln schützen. Daher darf man als Verbraucher damit rechnen, dass für Unternehmer als Verwender von AGB im Grundsatz allen EU-Ländern ähnliche (wenn auch nicht identische) Beschränkungen bestehen. Eine neue EU-Regelung, die zu einer vollständigen Vereinheitlichung des AGB-Rechtes führen soll (sog. Maximalharmonisierung), wird derzeit vorbereitet.
Die Schweiz hat am 17. Juni 2011 nach jahrzehntelangem Streit in Rechtslehre und Politik eine im Grundsatz mit der europäischen Regelung vergleichbare Lösung beschlossen. Artikel 8 des Bundesgesetzes gegen den unlauteren Wettbewerb (UWG) wurde entsprechend revidiert.

## Rechtslage in einzelnen Ländern
Zur Rechtslage in einzelnen Ländern siehe
- Allgemeine Geschäftsbedingungen (Deutschland)
- Allgemeine Geschäftsbedingungen (Österreich)

## Groß- oder Kleinschreibung
Richtig ist allgemeine Geschäftsbedingungen. Nur in Gesetzestexten (BGB) gilt der Terminus allgemeine Geschäftsbedingungen als Eigenname, da dort der juristische Gegenstand als Einheit verstanden wird, was zur Folge hat, dass dort die Schreibweise Allgemeine Geschäftsbedingungen (also mit großem A) korrekt ist.